# Michoacán
Michoacán (o più precisamente Michoacán de Ocampo) è uno dei 31 stati del Messico. Situato nella parte centrale del paese si affaccia sull'Oceano Pacifico. Confina con gli Stati di Colima e Jalisco a ovest e con gli Stati di Guanajuato e Querétaro a nord, con lo Stato del Messico ad est, con Guerrero a sud-est, ed è bagnato dall'Oceano Pacifico a sud-ovest. Si estende su un'area di 59 864 km² e risulta popolato (2003) da 4 047 500 persone. La capitale è Morelia.

## Società

### Evoluzione demografica
Abitanti censiti (in migliaia)

### Città
Oltre alla capitale Morelia, altre città importanti sono:
- Apatzingán;
- Aquila;
- Cupuan Del Rio;
- Hidalgo;
- Jacona;
- Jiquilpan;
- La Piedad;
- Lázaro Cárdenas;
- Los Reyes;
- Nueva Italia
- Paracho;
- Pátzcuaro;
- Puruándiro;
- Sahuayo;
- Uruapan;
- Zacapu;
- Zamora;
- Zitácuaro

Assai importanti le rovine pre colombiane di Tzintzuntzán.

### Suddivisione amministrativa
Lo stato di Michoacán è suddiviso in 113 comuni (Municipalidades)
| Chiave INEGI | Municipio                     | Capoluogo municipale           | Data di creazione | Popolazione (2010) | Area (km²) |
| ------------ | ----------------------------- | ------------------------------ | ----------------- | ------------------ | ---------- |
| 001          | Acuitzio                      | Acuitzio del Canje             | 1856              | 10.987             | 176,29     |
| 002          | Aguililla                     | Aguililla                      | 1877              | 16.214             | 1415,67    |
| 003          | Álvaro Obregón                | Álvaro Obregón                 | 1930              | 20.913             | 159,44     |
| 004          | Angamacutiro                  | Angamacutiro de la Unión       | 1831              | 14.684             | 240,25     |
| 005          | Angangueo                     | Mineral de Angangueo           | 1831              | 10.768             | 76,11      |
| 006          | Apatzingán                    | Apatzingán de la Constitución  | 1831              | 123.649            | 1639,92    |
| 007          | Aporo                         | Aporo                          | 1921              | 3.218              | 54,91      |
| 008          | Aquila                        | Aquila                         | 1909              | 23.536             | 2265,56    |
| 009          | Ario                          | Ario de Rosales                | 1831              | 34.848             | 696,91     |
| 010          | Arteaga                       | Arteaga                        | 1894              | 21.790             | 3460,73    |
| 011          | Briseñas                      | Briseñas de Matamoros          | 1950              | 10.653             | 67,55      |
| 012          | Buenavista                    | Buenavista Tomatlán            | 1927              | 42.234             | 922,16     |
| 013          | Carácuaro                     | Carácuaro de Morelos           | 1856              | 9.212              | 917,78     |
| 014          | Coahuayana                    | Coahuayana de Hidalgo          | 1937              | 14.136             | 365,84     |
| 015          | Coalcomán de Vázquez Pallares | Coalcomán de Vázquez Pallares  | 1831              | 17.615             | 2826,92    |
| 016          | Coeneo                        | Coeneo de la Libertad          | 1831              | 20.492             | 393,56     |
| 017          | Contepec                      | Contepec                       | 1938              | 32.954             | 380,74     |
| 018          | Copándaro                     | Copándaro de Galeana           | 1949              | 8.952              | 173,27     |
| 019          | Cotija                        | Cotija de la Paz               | 1831              | 19.644             | 505,28     |
| 020          | Cuitzeo                       | Cuitzeo del Porvenir           | 1831              | 28.227             | 255,17     |
| 021          | Charapan                      | Charapan                       | 1861              | 12.163             | 233,62     |
| 022          | Charo                         | Charo                          | 1930              | 21.723             | 323,16     |
| 023          | Chavinda                      | Chavinda                       | 1879              | 9.975              | 151,55     |
| 024          | Cherán                        | Cherán                         | 1861              | 18.141             | 222,80     |
| 025          | Chilchota                     | Chilchota                      | 1831              | 36.293             | 304,51     |
| 026          | Chinicuila                    | Villa Victoria                 | 1901              | 5.271              | 1021,92    |
| 027          | Chucándiro                    | Chucándiro                     | 1878              | 5.166              | 191,88     |
| 028          | Churintzio                    | Churintzio                     | 1903              | 5.564              | 229,21     |
| 029          | Churumuco                     | Churumuco de Morelos           | 1930              | 14.366             | 1115,26    |
| 030          | Ecuandureo                    | Ecuandureo                     | 1831              | 12.855             | 304,55     |
| 031          | Epitacio Huerta               | Epitacio Huerta                | 1962              | 16.218             | 424,45     |
| 032          | Erongarícuaro                 | Erongarícuaro                  | 1831              | 14555              | 246,53     |
| 033          | Gabriel Zamora                | Lombardia                      | 1955              | 21.294             | 367,33     |
| 034          | Hidalgo                       | Ciudad Hidalgo                 | 1831              | 117.620            | 1143,60    |
| 035          | La Huacana                    | La Huacana                     | 1907              | 32.757             | 1951,91    |
| 036          | Huandacareo                   | Huandacareo                    | 1919              | 11.592             | 95,65      |
| 037          | Huaniqueo                     | Huaniqueo de Morales           | 1831              | 7.983              | 201,06     |
| 038          | Huetamo                       | Huetamo de Núñez               | 1831              | 41.937             | 2058,30    |
| 039          | Huiramba                      | Huiramba                       | 1950              | 7.925              | 79,23      |
| 040          | Indaparapeo                   | Indaparapeo                    | 1831              | 16.427             | 176,86     |
| 041          | Irimbo                        | Irimbo                         | 1877              | 14.766             | 125,54     |
| 042          | Ixtlán                        | Ixtlán de los Hervores         | 1831              | 13.584             | 124,36     |
| 043          | Jacona                        | Jacona de Plancarte            | 1831              | 64.011             | 118,69     |
| 044          | Jiménez                       | Villa Jiménez                  | 1921              | 13.275             | 195,05     |
| 045          | Jiquilpan                     | Jiquilpan de Juárez            | 1831              | 34.199             | 242,81     |
| 046          | Juárez                        | Benito Juárez                  | 1939              | 13.604             | 141,64     |
| 047          | Jungapeo                      | Jungapeo de Juárez             | 1868              | 19.986             | 266,38     |
| 048          | Lagunillas                    | Lagunillas                     | 1950              | 5506               | 83,70      |
| 049          | Madero                        | Villa Madero                   | 1914              | 17.427             | 1018,76    |
| 050          | Maravatío                     | Maravatío de Ocampo            | 1831              | 80.258             | 696,67     |
| 051          | Marcos Castellanos            | San José de Gracia             | 1967              | 13.031             | 232,85     |
| 052          | Lázaro Cárdenas               | Ciudad Lázaro Cárdenas         | 1947              | 178.817            | 1.152,04   |
| 053          | Morelia                       | Morelia                        | 1831              | 729.279            | 1196,95    |
| 054          | Morelos                       | Villa Morelos                  | 1831              | 8.091              | 184,22     |
| 055          | Múgica                        | Nueva Italia de Ruiz           | 1942              | 44.963             | 378,64     |
| 056          | Nahuatzen                     | Nahuatzen                      | 1831              | 27.174             | 304,35     |
| 057          | Nocupétaro                    | Nocupétaro de Morelos          | 1909              | 7.799              | 548,03     |
| 058          | Nuevo Parangaricutiro         | Nuevo San Juan Parangaricutiro | 1950              | 18.834             | 234,84     |
| 059          | Nuevo Urecho                  | Nuevo Urecho                   | 1855              | 8.240              | 330,13     |
| 060          | Numarán                       | Numarán                        | 1877              | 9.599              | 77,52      |
| 061          | Ocampo                        | Ocampo                         | 1930              | 22.628             | 145,71     |
| 062          | Pajacuarán                    | Pajacuarán                     | 1922              | 19.450             | 170,58     |
| 063          | Panindícuaro                  | Panindícuaro                   | 1831              | 16.064             | 289,01     |
| 064          | Parácuaro                     | Parácuaro                      | 1861              | 25.343             | 502,13     |
| 065          | Paracho                       | Paracho de Verduzco            | 1831              | 34.721             | 244,15     |
| 066          | Pátzcuaro                     | Pátzcuaro                      | 1831              | 87.794             | 438,47     |
| 067          | Penjamillo                    | Penjamillo de Degollado        | 1831              | 17.159             | 371,47     |
| 068          | Peribán                       | Peribán de Ramos               | 1868              | 25.296             | 332,59     |
| 069          | La Piedad                     | La Piedad de Cabadas           | 1831              | 99.576             | 285,51     |
| 070          | Purépero                      | Purépero de Echáiz             | 1831              | 15.306             | 192,75     |
| 071          | Puruándiro                    | Puruándiro                     | 1831              | 67.837             | 718,65     |
| 072          | Queréndaro                    | Queréndaro                     |                   | 13.550             |            |
| 073          | Quiroga                       | Quiroga                        |                   | 25.592             |            |
| 074          | Cojumatlán de Régules         | Cojumatlán de Régules          |                   | 9.980              |            |
| 075          | Los Reyes                     | Los Reyes de Salgado           |                   | 64.141             |            |
| 076          | Sahuayo                       | Sahuayo de Morelos             |                   | 72.841             |            |
| 077          | San Lucas                     | San Lucas                      |                   | 18.461             |            |
| 078          | Santa Ana Maya                | Santa Ana Maya                 |                   | 12.618             |            |
| 079          | Salvador Escalante            | Santa Clara del Cobre          |                   | 45.217             |            |
| 080          | Senguio                       | Senguio                        |                   | 18.427             |            |
| 081          | Susupuato                     | Susupuato de Guerrero          |                   | 8.704              |            |
| 082          | Tacámbaro                     | Tacámbaro de Collados          |                   | 69.955             |            |
| 083          | Tancítaro                     | Tancítaro                      |                   | 29.414             |            |
| 084          | Tangamandapio                 | Santiago Tangamandapio         |                   | 27.822             |            |
| 085          | Tangancícuaro                 | Tangancícuaro de Arista        |                   | 32.677             |            |
| 086          | Tanhuato                      | Tanhuato de Guerrero           |                   |                    |            |
| 087          | Taretan                       | Taretan                        |                   |                    |            |
| 088          | Tarímbaro                     | Tarímbaro                      |                   |                    |            |
| 089          | Tepalcatepec                  | Tepalcatepec                   |                   |                    |            |
| 090          | Tingambato                    | Tingambato                     |                   |                    |            |
| 091          | Tingüindín                    | Tingüindín                     |                   |                    |            |
| 092          | Tiquicheo de Nicolás Romero   | Tiquicheo                      |                   |                    |            |
| 093          | Tlalpujahua                   | Tlalpujahua de Rayón           |                   |                    |            |
| 094          | Tlazazalca                    | Tlazazalca                     | 1941              | 6.890              | 203,79     |
| 095          | Tocumbo                       | Tocumbo                        | 1930              | 11.504             | 506,35     |
| 096          | Tumbiscatío                   | Tumbiscatío de Ruiz            | 1955              | 7.890              | 2064,49    |
| 097          | Turicato                      | Turicato                       | 1932              | 31.877             | 1544,17    |
| 098          | Tuxpan                        | Tuxpan                         | 1831              | 26.026             | 243,50     |
| 099          | Tuzantla                      | Tuzantla                       | 1868              | 16.305             | 1017,28    |
| 100          | Tzintzuntzán                  | Tzintzuntzan                   | 1930              | 13.556             | 167,95     |
| 101          | Tzitzio                       | Tzitzio                        | 1936              | 9.166              | 941,21     |
| 102          | Uruapan                       | Uruapan del Progreso           | 1831              | 315350             | 1014,34    |
| 103          | Venustiano Carranza           | San Pedro Cahro                | 1935              | 23.457             | 227,40     |
| 104          | Villamar                      | Villamar                       | 1831              | 16.991             | 350,79     |
| 105          | Vista Hermosa                 | Vista Hermosa de Negrete       | 1921              | 18.995             | 147,18     |
| 106          | Yurécuaro                     | Yurécuaro                      | 1831              | 29.995             | 174,91     |
| 107          | Zacapu                        | Zacapu                         | 1831              | 73.455             | 454,14     |
| 108          | Zamora                        | Zamora de Hidalgo              | 1831              | 186.102            | 335,55     |
| 109          | Zináparo                      | Zináparo                       | 1903              | 3.247              | 113,38     |
| 110          | Zinapécuaro                   | Zinapécuaro de Figueroa        | 1831              | 46.666             | 597,41     |
| 111          | Ziracuaretiro                 | Ziracuaretiro                  | 1922              | 15.222             | 159,93     |
| 112          | Zitácuaro                     | Heroica Zitácuaro              | 1831              | 185.534            | 510,90     |
| 113          | José Sixto Verduzco           | Pastor Ortiz                   | 1974              | 25.576             | 220,44     |

## Economia
L'agricoltura è incentrata soprattutto sulla coltivazione di ortaggi, cereali, frutta e caffè. Anche l'economia forestale, l'allevamento ricoprono un ruolo considerevole; più distaccata l'industria mineraria, i cui maggiori prodotti sono oro, argento, piombi, rame e minerali ferrosi.
Negli ultimi anni si sono notevolmente sviluppate la produzione di energia, grazie a nuove centrali idroelettriche, e l'industria siderurgica. Artigianato e turismo sono altri due settori importanti dell'economia.
Anche la rete stradale è stata notevolmente migliorata negli ultimi tempi; inoltre, con Lázaro Cárdenas, lo stato di Michoacán ha a disposizione uno dei più attivi porti di tutto il Messico.